# Musina Reka
Musina Reka (Servisch cyrillisch Мусина Река) is een plaats in de Servische gemeente Kraljevo. De plaats telt 274 inwoners (2002).